# Okres Amstetten
Okres Amstetten je rakouský okres ve spolkové zemi Dolní Rakousy. Má rozlohu 1187,97 km² a žije tam 112 944 obyvatel (k 1. 1. 2014). Sídlem okresu je město Amstetten. Okres se dále člení na 34 obcí (z toho 3 města a 18 městysů).

## Poloha okresu
Okres Amstetten najdeme v nejzápadnějším výběžku Dolního Rakouska. Severní i západní hranice okresu je společná s Horním Rakouskem, na jihu okres sousedí se Štýrskem. Okres se skládá ze dvou izolovaných částí, které jsou odděleny územím statutárního města Waidhofen an der Ybbs. Na východě území okresu sousedí s okresem Scheibbs, na severovýchodě území hraničí okres s okresem Melk. Vzdálenost z okresního města Amstetten do hlavního města spolkové země St. Pöltenu je asi 65 km.

## Povrch okresu
Směrem na jih od Dunaje (tvoří severní hranici okresu) se zvyšuje nadmořská výška. Z 250 metrů se postupně zvyšuje až na 1770 metrů (hora Voralm). Dalo by se tedy říct, že sever okresu (v údolí Dunaje) je spíše rovinatý, zatímco jih (částečně oddělený od zbytku okresu) má skoro velehorský charakter. Z hornaté jižní části teče do údolí řeka Ybbs, která vytváří hluboké údolí.

## Města a obce

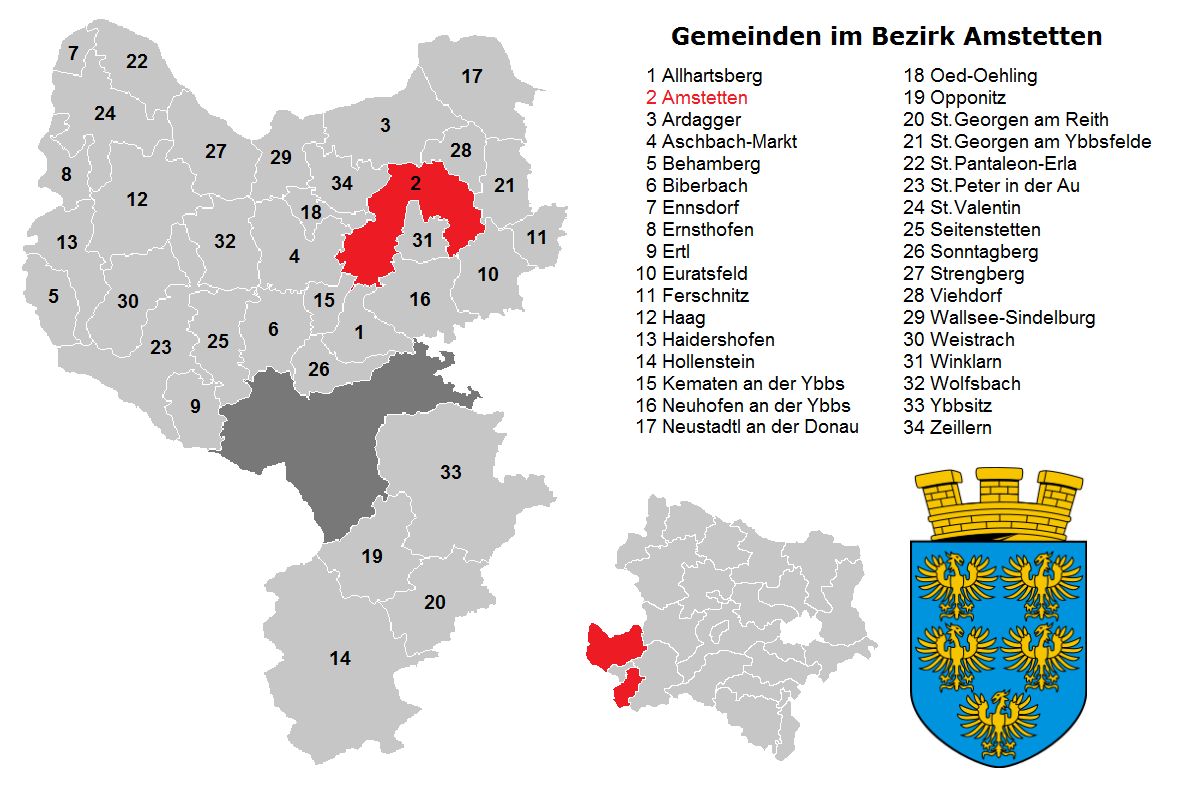
Obce v okrese Perg

| Města:. - Amstetten - Haag - St. Valentin Městysy: - Allhartsberg - Ardagger - Aschbach-Markt - Euratsfeld - Ferschnitz - Kematen an der Ybbs - Neuhofen an der Ybbs - Neustadtl an der Donau - Oed-Oehling - Seitenstetten - Sonntagberg - St. Georgen am Ybbsfelde - St. Peter in der Au - Strengberg - Wallsee-Sindelburg - Wolfsbach - Ybbsitz - Zeillern | Obce: - Behamberg - Biberbach - Ennsdorf - Ernsthofen - Ertl - Haidershofen - Hollenstein an der Ybbs - Opponitz - St. Georgen am Reith - St. Pantaleon-Erla - Viehdorf - Weistrach - Winklarn |